# Таха Алі
Таха Алі (швед. Taha Ali, нар. 1 липня 1998) — шведський футболіст сомалійського походження, півзахисник клубу «Мальме» та національної збірної Швеції.

## Клубна кар'єра
Батьки Алі емігрували з Сомалі під час громадянської війни в Сомалі в 1990-х роках і оселилися в передмісті Стокгольма, де Алі народився 1 липня 1998 року. Розпочинав займатись футболом у клубі «Спанга», а 2013 року перейшов у академію «Сундбюберга». У дорослому футболі дебютував 2017 року виступами за основну команду, в якій того року взяв участь в 11 матчах четверного дивізіону чемпіонату Швеції. Згодом грав у четвертому дивізіоні за «Стоксунд», а 2020 року грав у третьому дивізіоні за клуб «Соллентуна». Паралельно з грою у великий футбол виступав у футзальній першості країни в клубах «Накка Юніорс» та «Гаммарбю».
6 лютого 2021 року Алі став гравцем «Еребру», підписавши трирічну угоду. У його складі 24 травня дебютував у Аллсвенскан, з'явившись на полі наприкінці зустрічі з «Мальме». Втім, у вищому дивізіоні Алі закріпитись не зумів і вже у серпні того ж року на правах оренди до кінця року перейшов у «Вестерос», що представляв Супереттан, другий дивізіон країни.
7 лютого 2022 року з гравцем підписав чотирирічний контракт «Гельсінгборг», який щойно вийшов до Аллсвенскан. Хоча команда зрештою фінішувала на передостанньому місці в чемпіонаті та вилетіла до Супереттан, Алі своєю грою за цю команду привернув увагу представників тренерського штабу клубу «Мальме», до складу якого приєднався на початку 2023 року. Того ж року він виграв з командою свій перший чемпіонський титул, а наступного року здобув і «золотий дубль». Станом на 31 грудня 2024 року відіграв за команду з Мальме 73 матчі в національному чемпіонаті.

## Виступи за збірну
Алі зіграв шість матчів та забив один гол у період з 2018 по 2019 рік за національну збірну Швеції з футзалу.
12 січня 2024 року дебютував в офіційних іграх у складі національної збірної Швеції з футболу у товариському матчі проти Естонії (2:1)

## Статистика виступів

### Статистика клубних виступів
Станом на 2 березня 2025
| Сезон                | Команда              | Чемпіонат            | Чемпіонат | Чемпіонат | Національний кубок | Національний кубок | Національний кубок | Континентальні кубки | Континентальні кубки | Континентальні кубки | Інші змагання | Інші змагання | Інші змагання | Усього | Усього |
| Сезон                | Команда              | Ліга                 | Ігор      | Голів     | Ліга               | Ігор               | Голів              | Ліга                 | Ігор                 | Голів                | Ліга          | Ігор          | Голів         | Ігор   | Голів  |
| -------------------- | -------------------- | -------------------- | --------- | --------- | ------------------ | ------------------ | ------------------ | -------------------- | -------------------- | -------------------- | ------------- | ------------- | ------------- | ------ | ------ |
| 2017                 | «Сундбюберг»         | Д2 (IV)              | 11        | 3         |                    | -                  | -                  |                      | -                    | -                    |               | -             | -             | 11     | 3      |
| 2018                 | «Стоксунд»           | Д2 (IV)              | 11        | 1         |                    | -                  | -                  |                      | -                    | -                    |               | -             | -             | 11     | 1      |
| 2019                 | «Стоксунд»           | Д2 (IV)              | 25        | 5         | КШ                 | 2                  | 0                  |                      | -                    | -                    |               | -             | -             | 27     | 5      |
| Усього за «Стоксунд» | Усього за «Стоксунд» | Усього за «Стоксунд» | 36        | 6         |                    | 2                  | 0                  |                      | -                    | -                    |               | -             | -             | 38     | 6      |
| 2020                 | «Соллентуна»         | Е (ІІІ)              | 29        | 10        | КШ+КШ              | 3+2                | 1+0                |                      | -                    | -                    |               | -             | -             | 34     | 11     |
| 2021                 | «Еребру»             | A                    | 2         | 0         | КШ                 | 1                  | 0                  |                      | -                    | -                    |               | -             | -             | 3      | 0      |
| 2021                 | «Вестерос»           | С (ІІ)               | 15        | 2         | КШ                 | 1                  | 0                  |                      | -                    | -                    |               | -             | -             | 16     | 2      |
| 2022                 | «Гельсінгборг»       | A                    | 29        | 3         | КШ                 | 1                  | 1                  |                      | -                    | -                    |               | -             | -             | 30     | 4      |
| 2023                 | «Мальме»             | A                    | 30        | 6         | КШ+КШ              | 3+1                | 0+1                | -                    | -                    | -                    | -             | -             | -             | 34     | 7      |
| 2024                 | «Мальме»             | A                    | 28        | 1         | КШ+КШ              | 5+1                | 3+1                | ЛЧ+ЛЄ                | 6+7                  | 0+1                  | -             | -             | -             | 47     | 6      |
| Усього за «Мальме»   | Усього за «Мальме»   | Усього за «Мальме»   | 58        | 7         |                    | 10                 | 5                  |                      | 13                   | 1                    |               | -             | -             | 81     | 13     |
| Усього за кар'єру    | Усього за кар'єру    | Усього за кар'єру    | 180       | 32        |                    | 20                 | 7                  |                      | 13                   | 1                    |               | -             | -             | 213    | 40     |

## Титули і досягнення
- Чемпіон Швеції (2):

«Мальм»: 2023, 2024
- Володар Кубка Швеції (1):

«Мальм»: 2023/24